# Buakraengius
Monodontides là một chi bướm ngày thuộc họ Lycaenidae.